# 18. Flieger-Division
Die 18. Flieger-Division war ein Großverband der Luftwaffe der Wehrmacht im Zweiten Weltkrieg. Sie wurde am 4. April 1945 aus dem umbenannten Stab des I. Fliegerkorps in Wels gebildet. Sie war der Luftflotte 4, ab dem 21. April, dem Luftwaffenkommando 4 unterstellt. Am 8. Mai, nach der bedingungslosen Kapitulation der Wehrmacht, wurde sie aufgelöst.

## Personen

### Divisionskommandeur
| Dienstgrad      | Name           | Datum                            |
| --------------- | -------------- | -------------------------------- |
| Generalleutnant | Paul Deichmann | 4. April 1945 bis 26. April 1945 |
| Generalmajor    | Paul Weitkus   | 26. April 1945 bis 8. Mai 1945   |

## Unterstellung
| Unterstellung        | von            | bis            |
| -------------------- | -------------- | -------------- |
| Luftflotte 4         | 4. April 1945  | 21. April 1945 |
| Luftwaffenkommando 4 | 21. April 1945 | 8. Mai 1945    |

## Unterstellte Verbände
| 21. April 1945 | |
| -------------- | --- |
| 21. April 1945 | Stab, 2. und 3./Nahaufklärungsgruppe 14, 2./Nahaufklärungsgruppe 16; Stab, I. und II./Schlachtgeschwader 10, IV.(Pz)/Schlachtgeschwader 9; II./Jagdgeschwader 52, Stab/Jagdgeschwader 76, II./Jagdgeschwader 51, I./Jagdgeschwader 53; Stab, 1., 2. und 3. Nachtschlachtgruppe 5, 2./Nachtschlachtgruppe 10; Königlich ungarische 1. Flieger-Division, Ungarische Schlachtgruppe, Ungarische Jagdgruppe |